# واد البور
واد البور (به فرانسوی: Oued L'Bour) یک منطقهٔ مسکونی در مراکش است که در استان شیشاوه واقع شده‌است. واد البور ۶٬۸۶۴ نفر جمعیت دارد.